# Tamarix africana
Tamarix africana, el Taray o taraje, es un arbusto perteneciente a la familia Tamaricaceae que se encuentra en el Mediterráneo occidental.

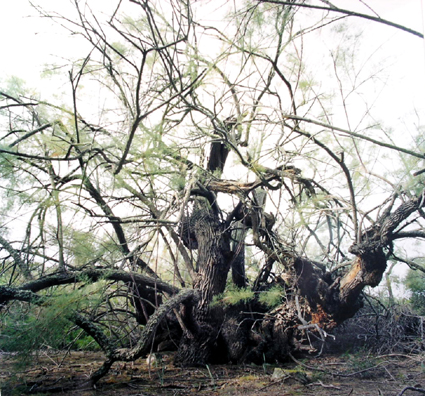
Vista de la planta

## Descripción
Es un arbusto o arbolillo de 3 o 4 metros de altura; ramas largas y flexibles, difíciles de romper, de corteza pardo-rojizo oscuro, las más jóvenes algo lustrosas y lampiñas. Hojas muy pequeñas, escuamiformes, ensanchadas y abrazaderas en la base, agudas; miden de 1,5 a 4 mm y son muy parecidas a las del ciprés. Flores blancas o rosa pálido; se agrupan por espigas gruesas y cilíndricas de 3 a 6 cm de largo. Brácteas florales triangulares, cápsula aovada. Florece en primavera, por marzo o abril y en verano.

### Hábitat
En los suelos húmedos y algo salinos: en las arenas y lagunas costeras, a lo largo de los ríos y corrientes de agua, sobre todo en las que atraviesan margas y otros depósitos subsalinos; se asocia con la adelfa, sauces y sauzgatillo. Prefiere los climas secos y calurosos.

### Distribución
En la región mediterránea occidental. En las Islas Baleares se encuentra en Mallorca, Menorca, Ibiza y Formentera; en la Península principalmente en su mitad meridional, pero también en el este y algunos puntos de La Rioja y Aragón.

### Observaciones
El nombre de este género conserva el que le daban los romanos y se cree derivado del río Tamaris de la Tarraconense -al parecer el actual Tambre- en cuyas orillas crecían con profusión estos arbustos.
La madera es muy apreciada como combustible y sus ramas sirvieron, por lo flexibles, para hacer maromas para las norias y como ataderos. Los tarajes se reproducen fácilmente de estaca y acodo; son muy indicados para fijar dunas y las márgenes de los ríos.

### Especies
Hay otras especies de tamariscos en la Península y son:
- Tamarix boveana Bunge: Muy escaso, habita en el sureste (Alicante, Murcia, Almería) y noreste (saladas de Chiprana), reconocible por tener solamente 4 sépalos y pétalos, brácteas más largas que el cáliz y racimos espiciformes gruesos.

- Tamarix parviflora DC.: Flores de cuatro piezas por verticilo, de racimillos muy gráciles, es una de las más frecuentemente cultivada en jardinería.

- Tamarix canariensis Willd y Tamarix gallica L.: Son las más frecuentes, ambas de flores de 5 sépalos y pétalos y con muchas razas difíciles de diferenciar.

## Taxonomía
Tamarix africana fue descrita por Jean Louis Marie Poiret y publicado en Voyage en Barbarie 2: 139, en el año 1789.
Citología
Números cromosomáticos de Tamarix africana  (Fam. Tamaricaceae) y táxones infraespecificos: 
n=12.
Etimología
Tamarix: nombre genérico que deriva del latín y que puede referirse al río Tamaris en la Hispania Tarraconensis (España).
africana: epíteto geográfico que alude a su localización en África.
Sinonimia
- Tamarix africana f. leptostachya Maire
- Tamarix font-queri Maire & Trab.
- Tamarix speciosa Ball[4]

## Nombre común
- Castellano: atarfe, atarfe negro, sauce salado, tamarindo, tamarisco, tamarix, tamariz, tamariz negro, tambariz, tarage, taraje, taray, tarfa.[5][6]